# Silanotettix strumiger
Silanotettix strumiger är en insektsart som beskrevs av Günther, K. 1959. Silanotettix strumiger ingår i släktet Silanotettix och familjen torngräshoppor. Inga underarter finns listade i Catalogue of Life.